# NGC 2187A
NGC 2187A je spiralna galaktika  u zviježđu Zlatnoj ribi. 
Izvorno se ne nalazi u Novom općem katalogu, nego je ušla poslije.

## Vanjske poveznice
- SEDS: NGC 2187A